# 蕭爾兄妹廣場
48°09′02.68″N 11°34′50.25″E / 48.1507444°N 11.5806250°E
蕭爾兄妹廣場（德語：Geschwister-Scholl-Platz）為一個位於德國慕尼黑大學主要建築前方的半圓形廣場。此廣場乃是為了紀念蘇菲·蕭爾及其長兄漢斯·蕭爾而設立，此二人為第二次世界大戰期間的慕尼黑大學學生，為二戰時期反抗運動白玫瑰事件的主角，且為發起這個運動的兩位主要成員。

## 影像

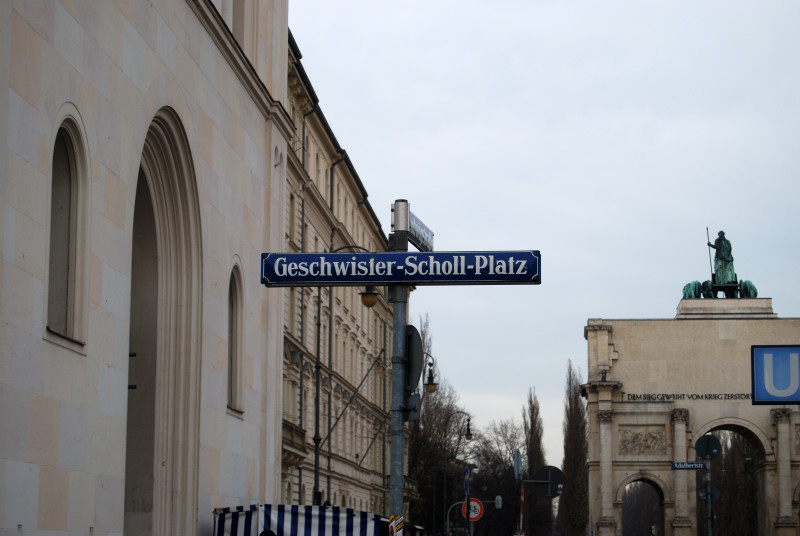
位於德國慕尼黑大學蕭爾兄妹廣場前方的街景。

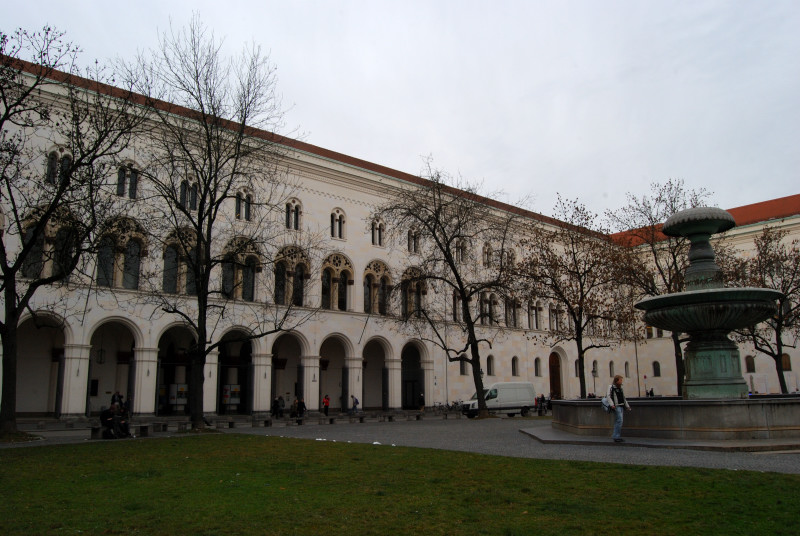
蕭爾兄妹廣場位於慕尼黑大學主要建築的入口處。